# 702 (szám)
A 702 (római számmal: DCCII) egy természetes szám.

## A szám a matematikában
A tízes számrendszerbeli 702-es a kettes számrendszerben 1010111110, a nyolcas számrendszerben 1276, a tizenhatos számrendszerben 2BE alakban írható fel.
A 702 páros szám, összetett szám. Téglalapszám (26 · 27). Kanonikus alakban a 21 · 33 · 131 szorzattal, normálalakban a 7,02 · 102 szorzattal írható fel. Tizenhat osztója van a természetes számok halmazán, ezek növekvő sorrendben: 1, 2, 3, 6, 9, 13, 18, 26, 27, 39, 54, 78, 117, 234, 351 és 702.
A 702 négyzete 492 804, köbe 345 948 408, négyzetgyöke 26,49528, köbgyöke 8,88749, reciproka 0,0014245. A 702 egység sugarú kör kerülete 4410,79609 egység, területe 1 548 189,426 területegység; a 702 egység sugarú gömb térfogata 1 449 105 302,8 térfogategység.